# Castillo de Villandry
El castillo de Villandry (en francés: Château de Villandry) es un castillo  de estilo renacentista con museo, orangerie, huerto y jardines «à la française», de 6 hectáreas de extensión de propiedad privada, localizado en la comuna de Villandry, en la región de Centro-Val de Loira de Francia.
El edificio está situado en el interior del perímetro de Val de Loire inscrito como Patrimonio de la Humanidad de la UNESCO.
El castillo de Villandry está inscrito como monumento histórico de Francia desde el 12 de abril de 1927 (Base Mérimée, ref. n.º PA00098286).

## Localización
La comuna de Villandry es una población y comuna francesa, situada en la región de  Centro, departamento de Indre y Loira, en el distrito de Tours y cantón de Ballan-Miré, en la provincia francesa de la Touraine.
En la proximidad del forêt de Chinon (bosque de Chinon), las torres del castillo de estilo Renacimiento de Villandry dominan sobre estos jardines. En sus cercanías se encuentra también el castillo de la Chatonnière cuyos jardines son obra del mismo jardinero.
Château et Jardins de Villandry 3 rue Principale, Domaine du Château de Villandry, Code postal 37510 Villandry, Département de Indre-et-Loire, Région de Centre, Cedex France-Francia.
Planos y vistas satelitales, 47°20′26″N 0°30′46″E / 47.34056, 0.51278
Se abre al público y se paga una tarifa de entrada.

## Historia

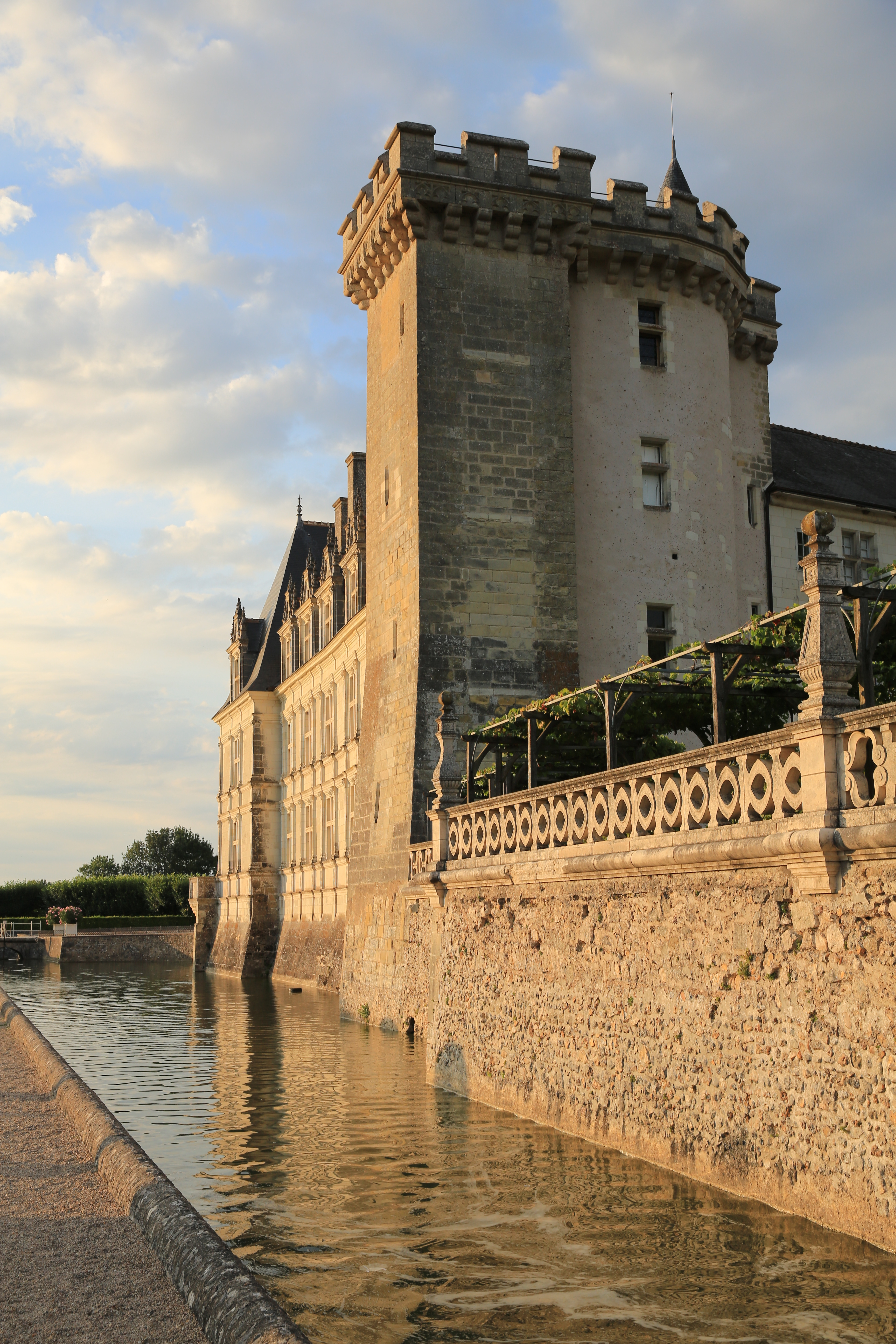
El foso y la torre del homenaje del antiguo castillo.

Las tierras, donde en la antigüedad se elevaba una fortaleza, se conocieron como Colombier hasta el siglo XVII. 
Adquirido a mediados del siglo XVI por Jean Le Breton, el Controlador General de Guerra de Francia bajo las órdenes de Francisco I, cuyo logro más impresionante, fue la construcción del castillo de  Chambord.
Se construyó un nuevo « château »sobre el original del siglo XII al siglo XIV donde el rey Felipe II de Francia se reunió en una ocasión con Ricardo I de Inglaterra para llegar a un acuerdo de paz. Del anterior se ha mantenido la antigua torre del homenaje.  
El castillo de Villandry fue terminado hacia 1536, del que también se conoce por sus frondosos jardines y fue el último palacio renacentista construido en las orillas del río Loira. 
El castillo y los jardines, que combina la estética, la diversidad y la armonía, están distribuidas en 3 niveles. Con el fin de construir el castillo actual, se demolió un antiguo castillo del siglo XII . 
El castillo de Villandry permaneció en la familia Breton durante más de dos siglos hasta 1754 y luego pasó a ser propiedad del marqués de Castellane, el embajador del rey que procedía de una familia noble de Provenza. Construyó un estilo clásico y rediseñó el interior del castillo. 
Durante la Revolución francesa, la propiedad fue confiscada y a principios del siglo XIX, Napoleón la compró para su hermano José.
Los jardines tradicionales « à la française » fueron destruidos en el siglo XIX para crear un parque « à l'anglaise » alrededor del castillo. 

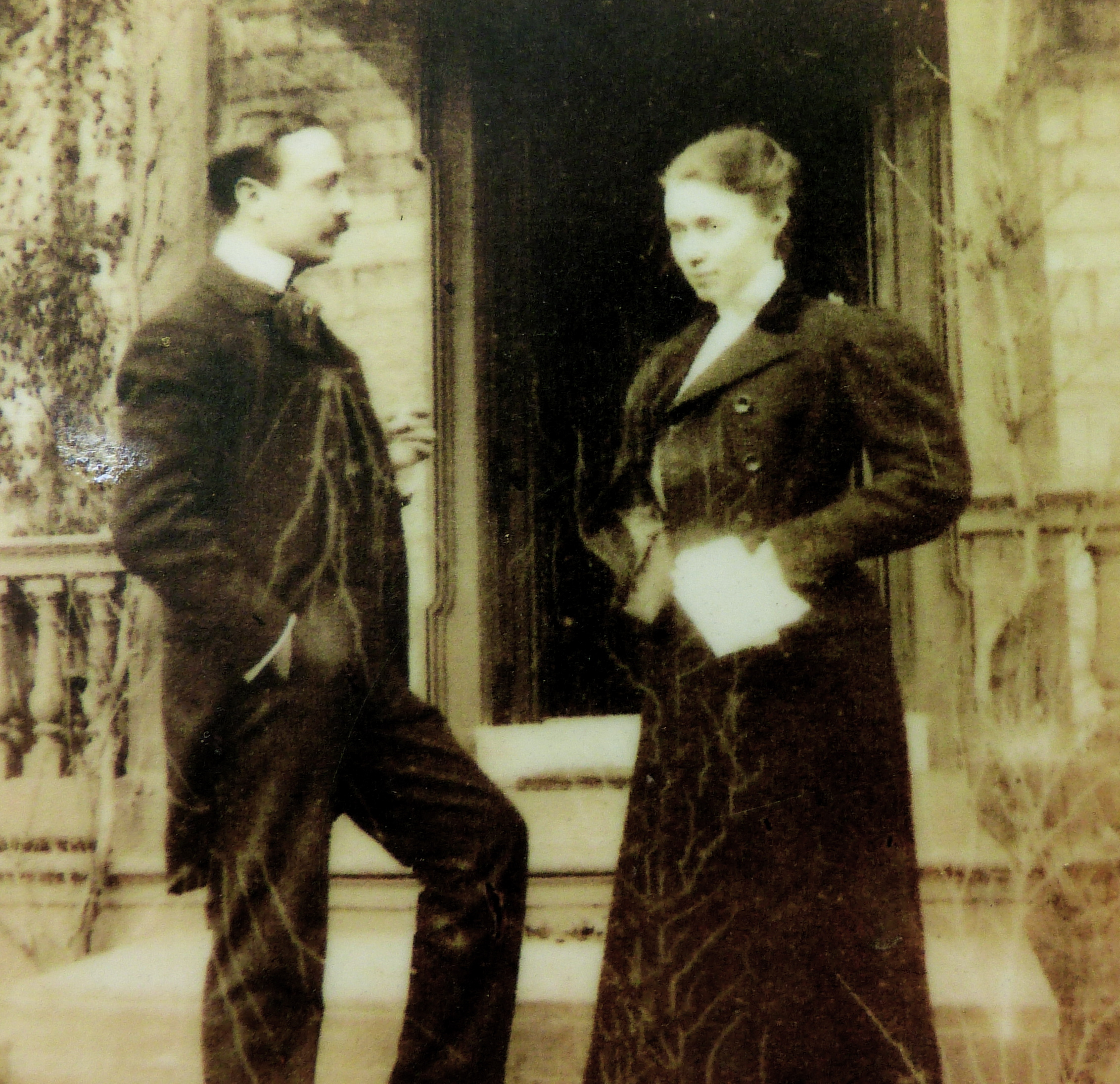
Joachim Carvallo y Ann Coleman, propietarios del "château de Villandry" a principios del.

En 1906 Joachim Carvallo, nacido en España, compró la propiedad. Salvó el castillo que estaba a punto de ser demolido y dedicó una enorme cantidad de tiempo, dinero y devoción para repararla y creó los jardines que encontramos actualmente, en perfecta armonía con la arquitectura del castillo renacentista, los que muchos consideran como el jardín más hermoso de Francia.
Estos jardines, de estilo renacentista, incluyen un jardín acuático, flores ornamentales y una gran variedad de vegetación. Están distribuidos con patrones formales creados con arbustos pequeños. 
El castillo está registrado como monumento histórico desde el 12 de abril de 1927 (Base Mérimée ref. n.º PA00098286), así como los jardines del castillo, (Base Mérimée ref. nº PA00098286).
En 1934, el Castillo de Villandry fue designado un monumento histórico y, al igual que los demás castillos del valle del Loira, es un Patrimonio de la Humanidad.
La familia Carvallo todavía posee el castillo, que está abierto al público y es uno de los palacios históricos más visitados de Francia.
El castillo está rodeado con árboles centenarios. En el jardín abundan las dalias, rosas, myosotis, peonías, lirios, tulipanes y azucenas.
En el sotobosque con unas dos hectáreas se pueden observar rosales silvestres, narcisos, ciclamenes o azafranes según las estaciones del año.
El castillo y los comunes así como el patio de los jardines, el parque están clasificados monumento histórico por el decreto del 4 de febrero de 1976

Colecciones de arte del Château de Villandry
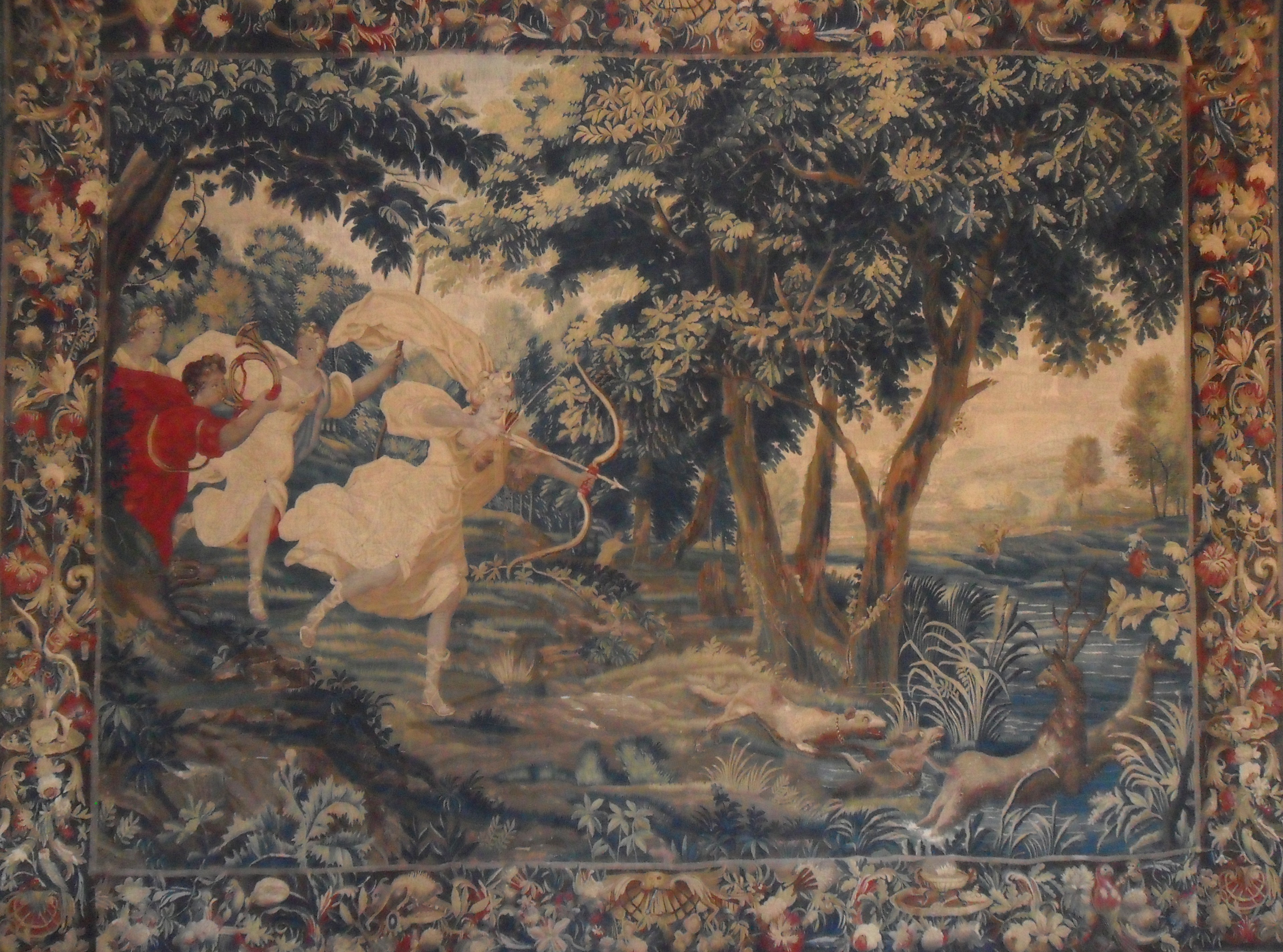
Tapiz de Diana cazadora.
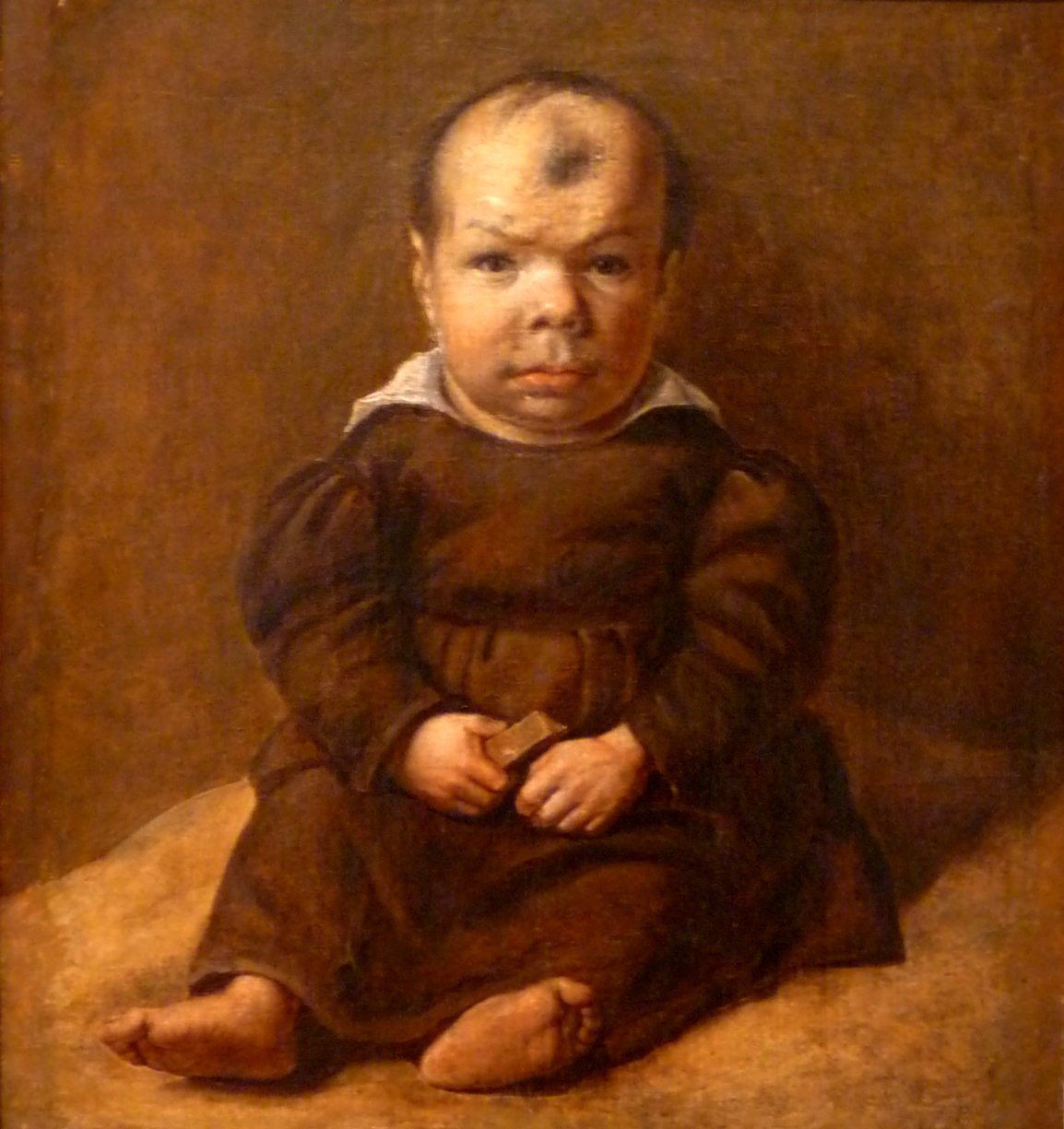
Enano de la escuela de Goya, siglo XIX.
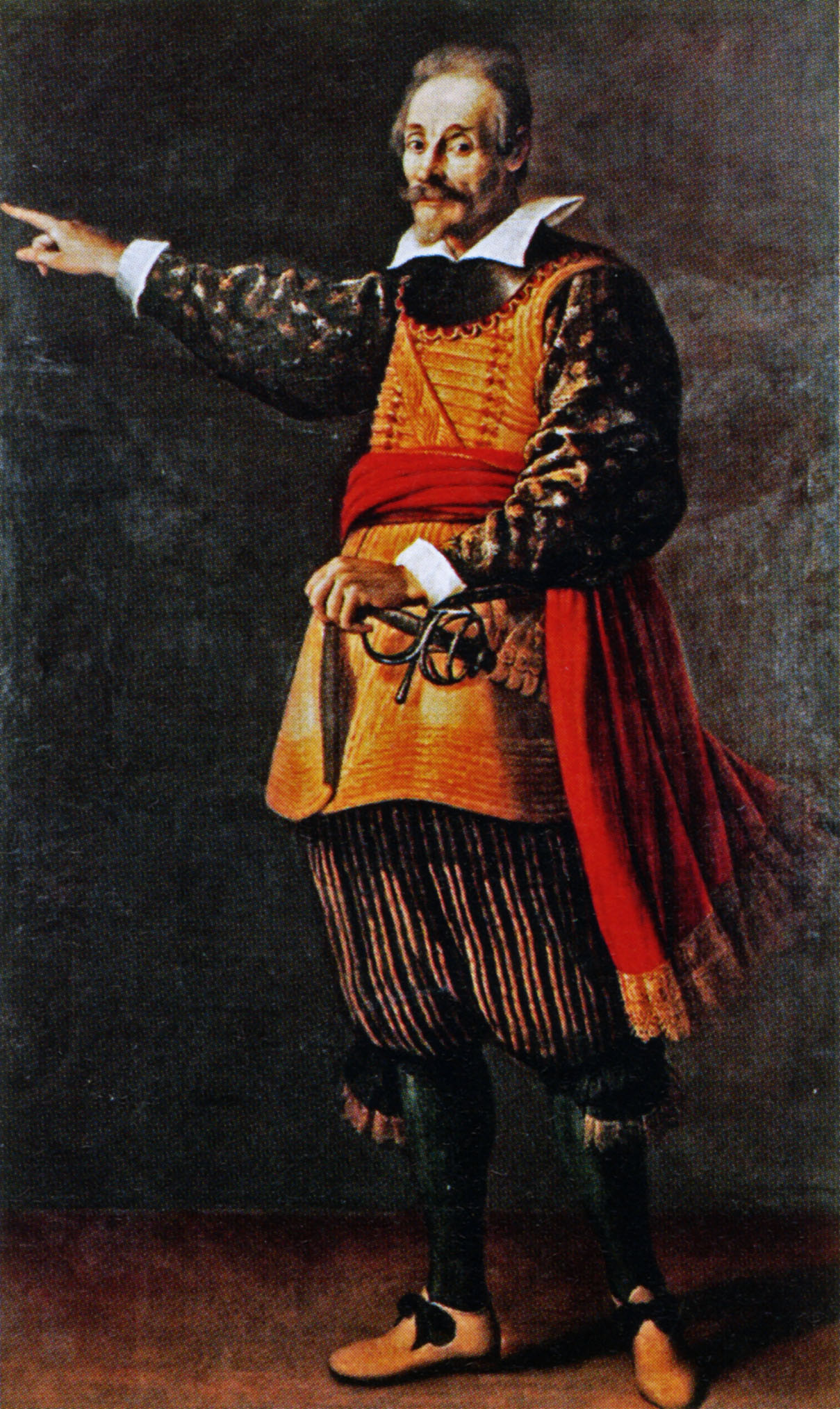
Retrato de Francesco Andreini con el traje de Capitano Spavento.
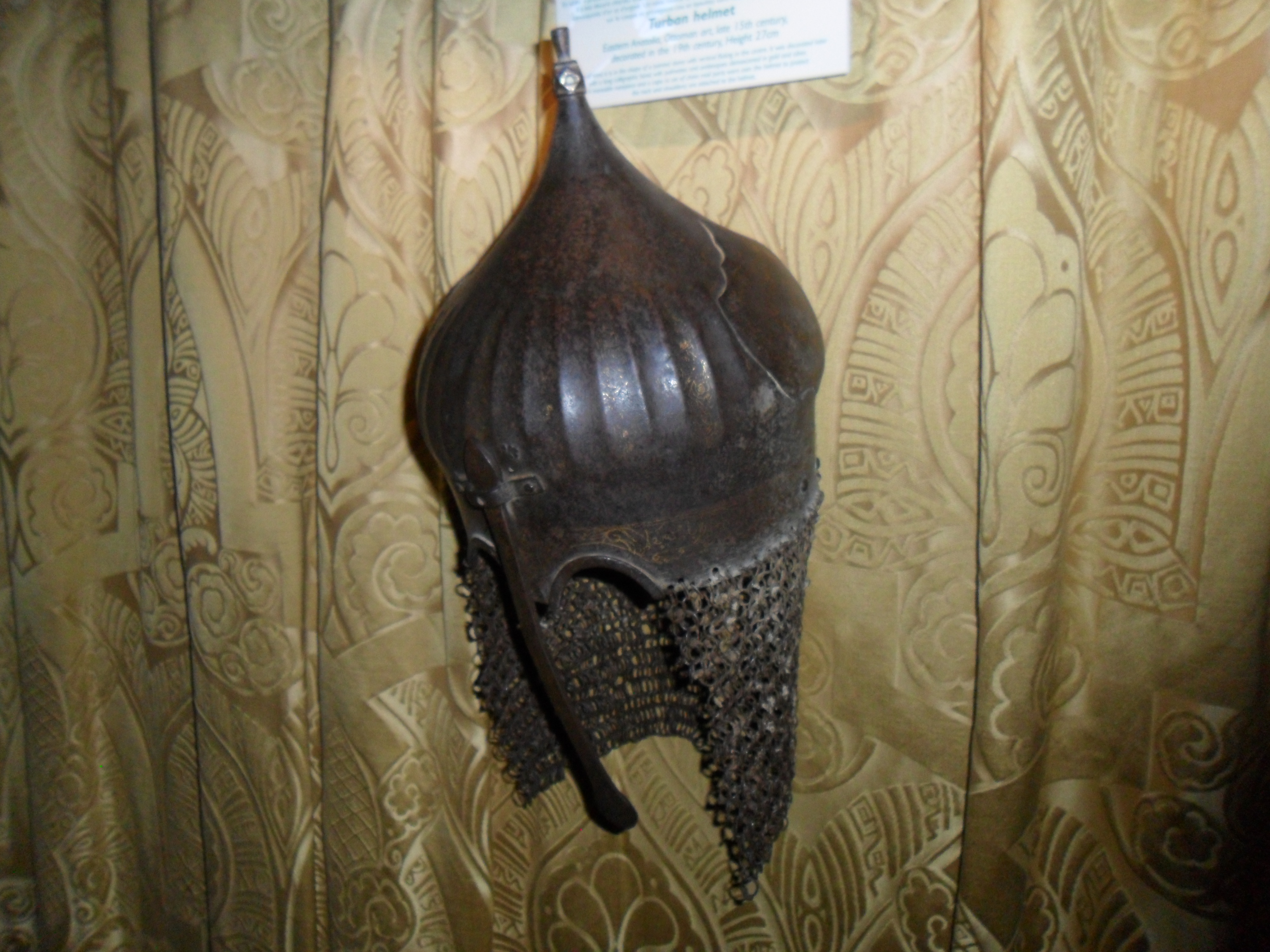
Yelmo de turbante.
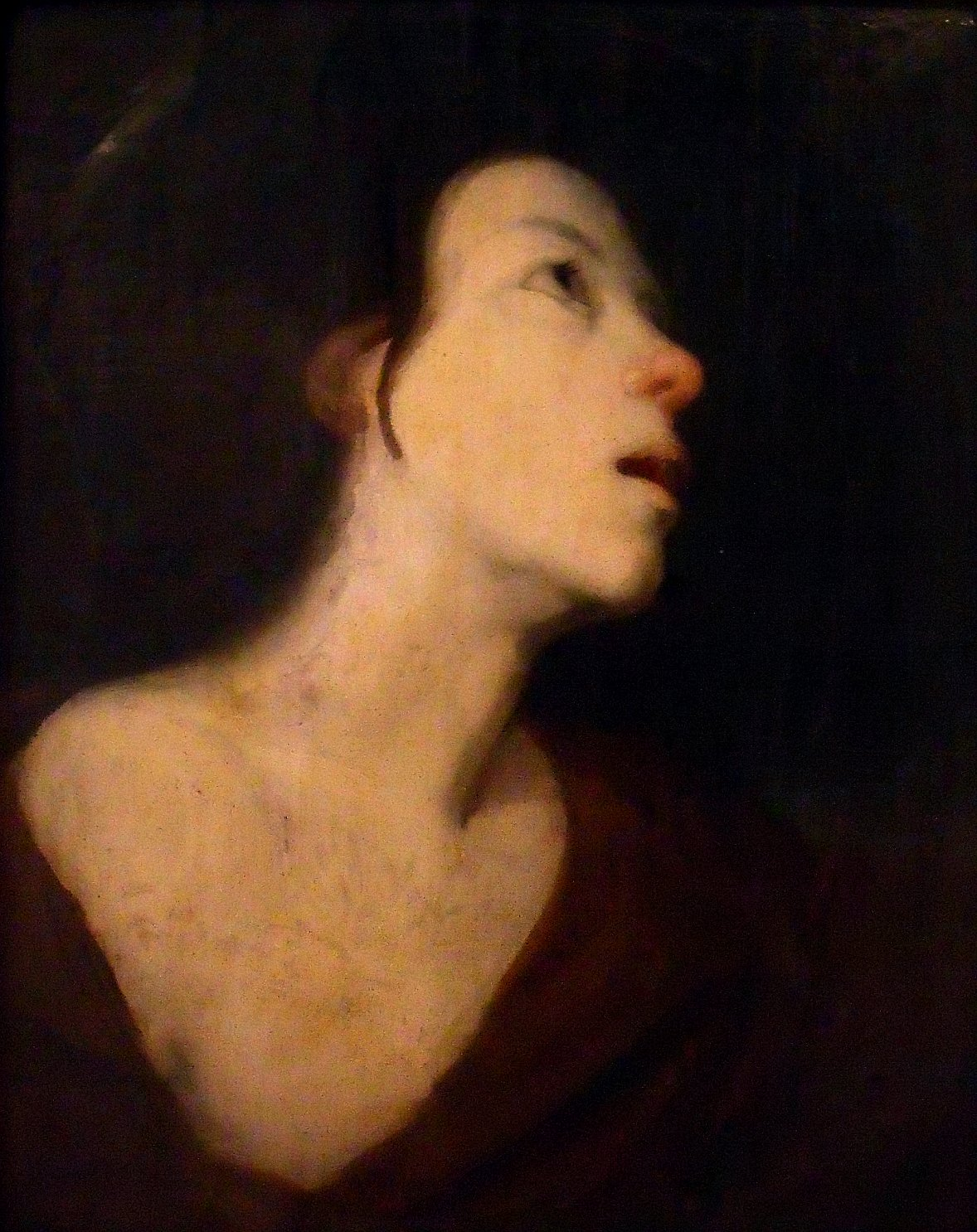
"La Jeune Malade".

Detalles del interior del Château de Villandry
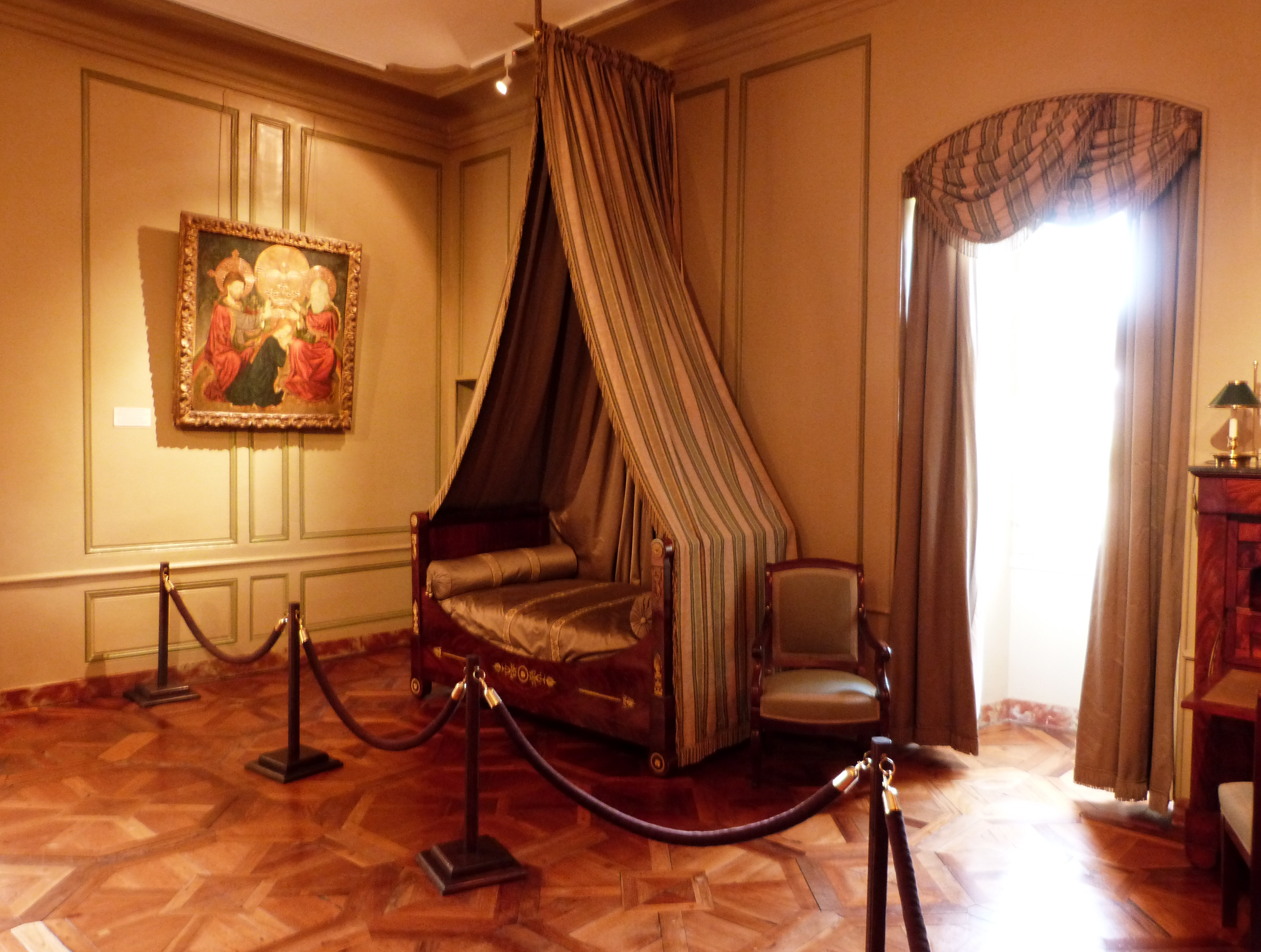
Habitación de Joachim Carvallo, château de Villandry.
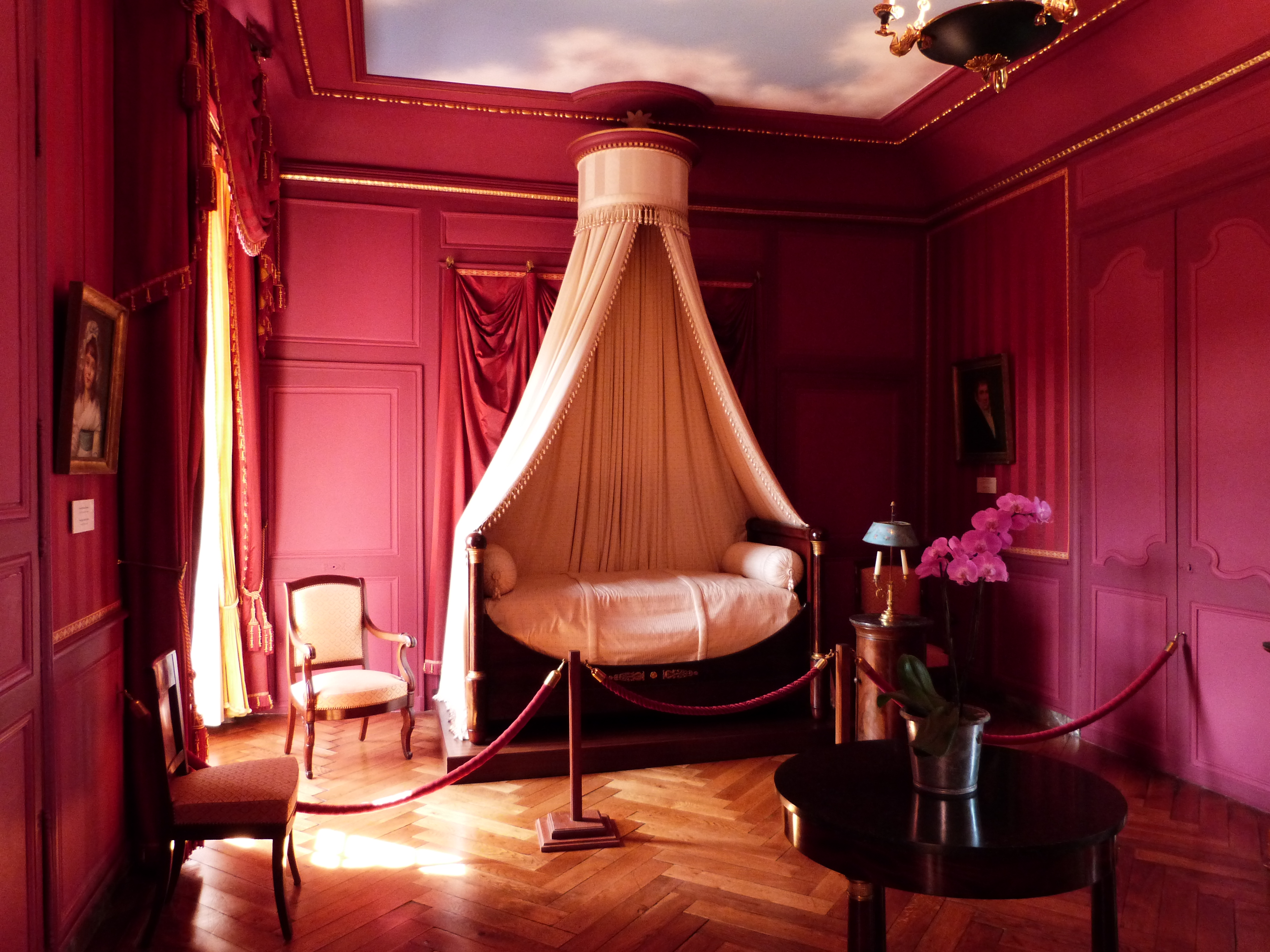
Habitación del Príncipe Jérôme Bonaparte en el château de Villandry.
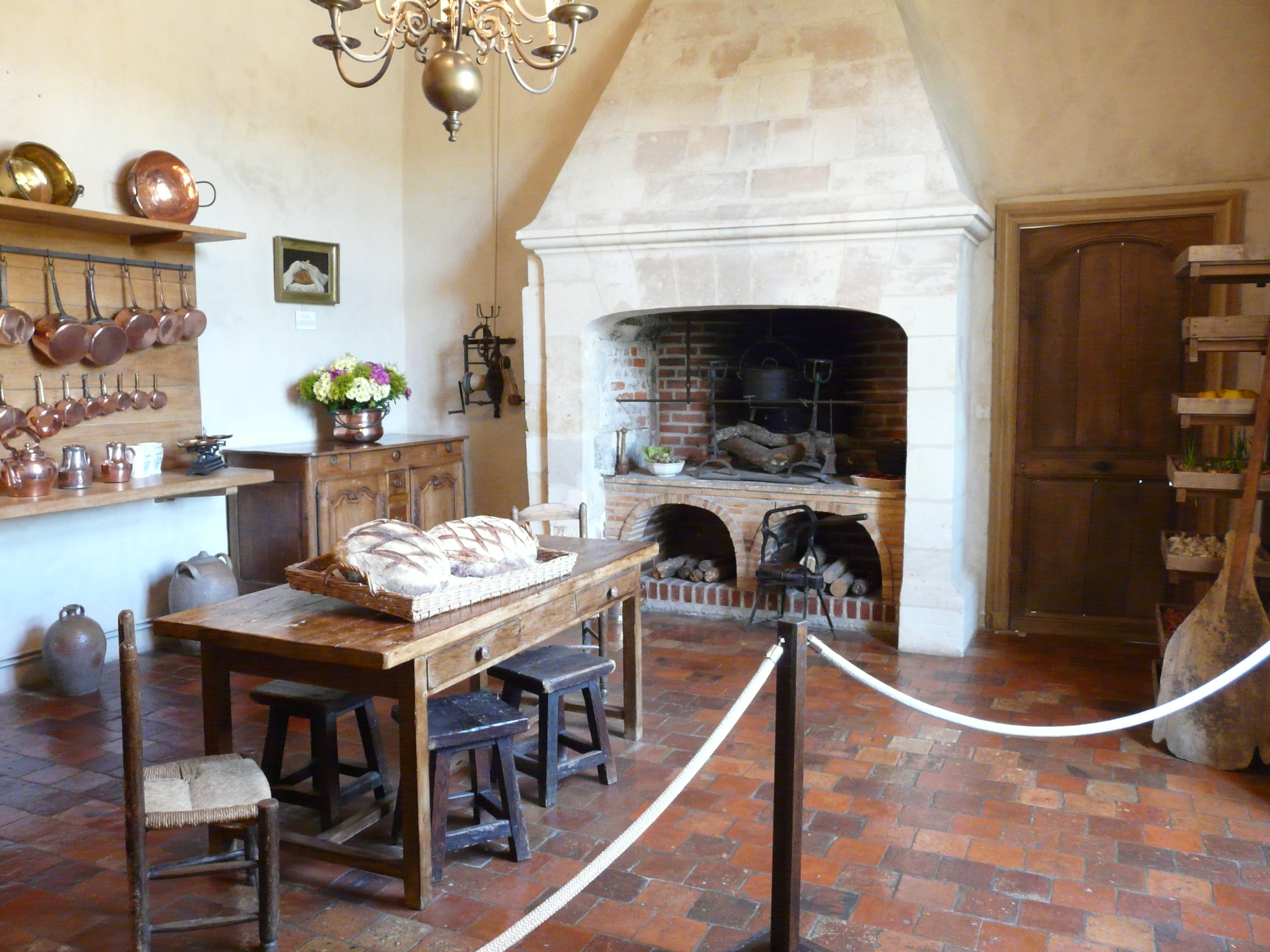
Cocina.
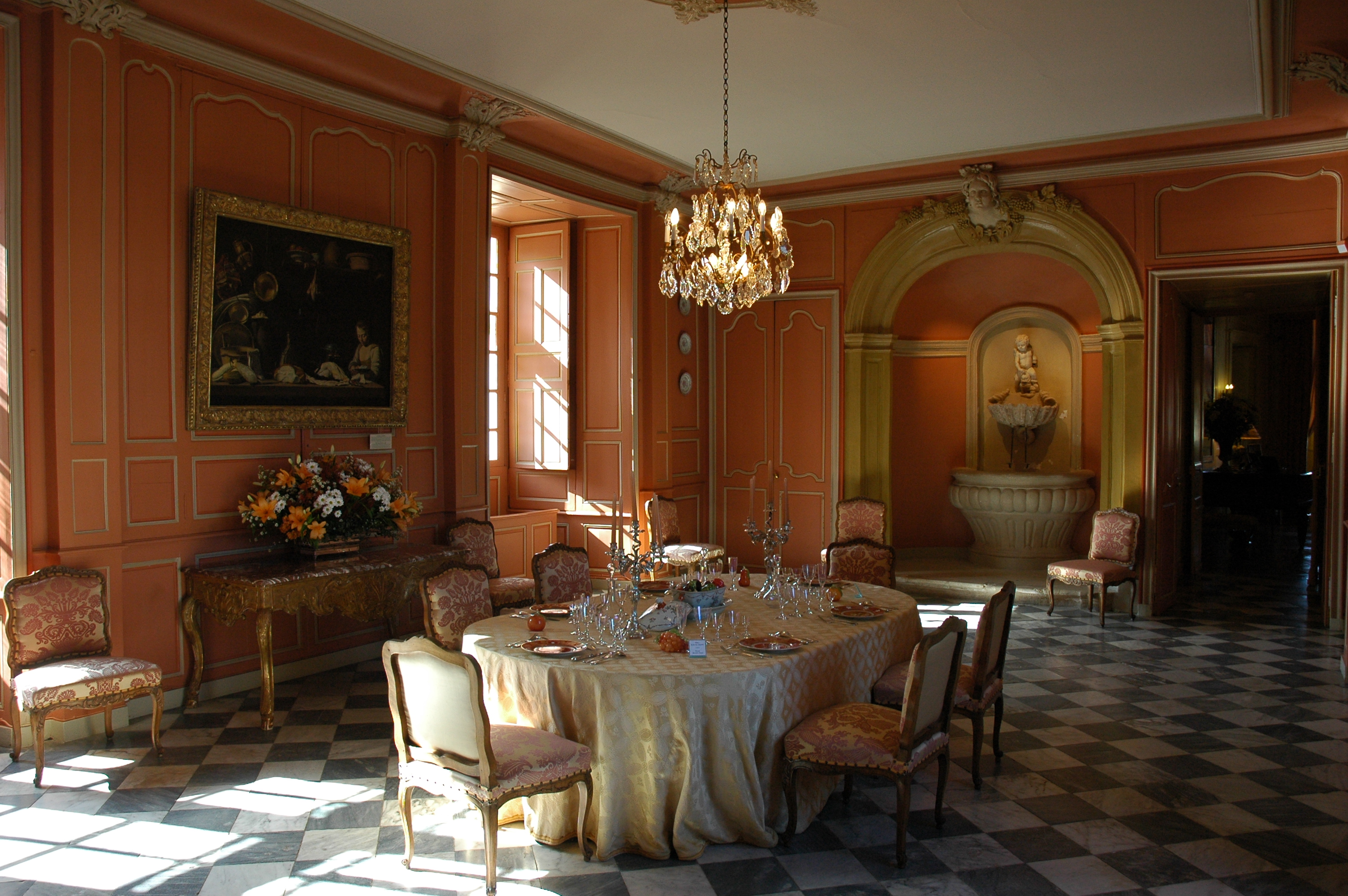
Comedor.
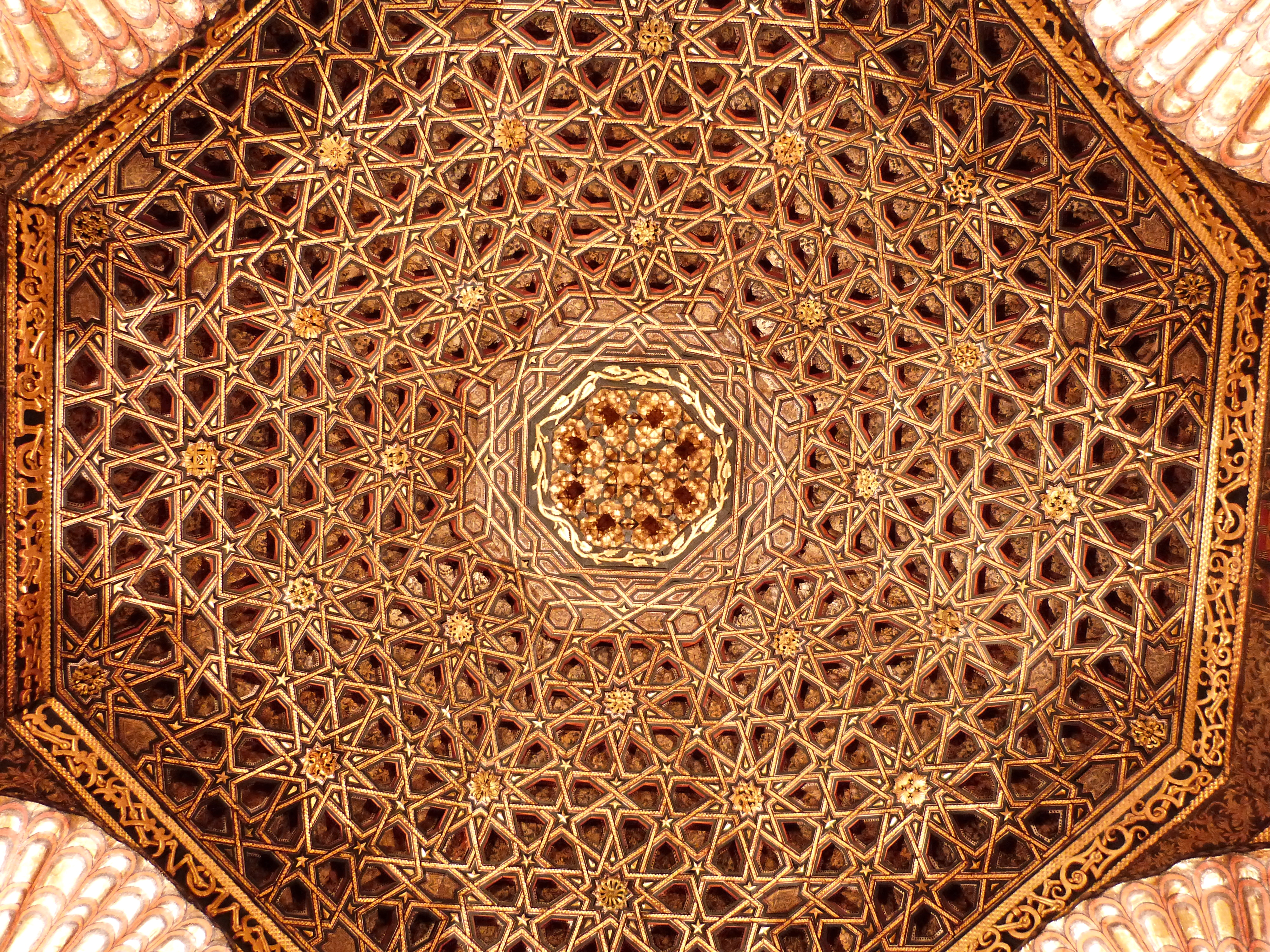
Artesonado del salón oriental, proveniente del palacio de Altamira.

## Jardines
Los jardines del castillo de Villandry son la reconstrucción según los textos antiguos de un « jardin à la française » del siglo XIV. Estos jardines están divididos en cuatro terrazas : 
Una terraza superior que contiene el jardin du soleil (jardín del sol) creado en 2008, después una terraza con el jardin d'eau (jardín de agua) con un claustro rodeado de tilos y una acogedora terraza en el jardin d'ornement o jardin de broderies (jardín ornamental o jardín de bordados) en el que hay bojes y tejos recortados según el arte de la  topiaria y, finalmente en una terraza inferior el potager decoratif (huerto decorativo), formando también un diseño de bordados.
El jardín ornamental se extiende bajo los salones del castillo. Subiendo al mirador se ofrece una vista maravillosa de todo el conjunto. En los 4 cuadros justo en frente de la cocina, se representa una alegoría de los jardins d'amour ("jardines del amor"):
- L'amour tendre [El amor tierno] simbolizado por corazones separados por pequeñas llamas.
- L'amour passionné [El amor apasionado] con el corazón roto por la pasión, grabado en un movimiento que recuerda a la danza.
- L'amour volage [El amor voluble] con cuatro ventiladores en las esquinas para representar a la ligereza de los sentimientos.
- L'amour tragique [El amor trágico] con cuchillas de dagas y espadas para representar la rivalidad amorosa.

Las fuentes y pérgolas en el jardín han sido restaurados desde 1994. Los jardines son un conjunto que está delimitado al norte por la carretera de Tours, hacia el sur por el camino rural de la "Bergerie", al oeste por el muro de la frontera a lo largo del laberinto vegetal.
- Han obtenido la etiqueta de Jardin remarquable[9]

- Se realizaron unas jornadas de estudio el 8 de febrero de 2012 bajo el auspicio de « Rendez-vous aux jardins » (visitas en los jardines) del año 2012, por la "Direction générale des patrimoines et le Conseil national des parcs et jardins".[10]

Al sur del castillo en una zona verde « jardin à la française » con  topiarias de tejos en forma de conos, refinado, decorado con estatuas, jarrones, arboledas y vistas. Sus pérgolas cubiertas de rosas rojas y clematis azules muestra cuatro cuadros azules y rojos con cubierta arabescos académicos, laberintos y parterres alternan estacionalmente con macizos de flores de narcisos en marzo, en abril de tulipanes, rosas en mayo y dalias en verano y un millón de ciclamenes en otoño.
El "potager" nos descubre diversas variedades de hortalizas cultivadas de limitadas por boj. Las fresas, puerros, berenjenas, albahaca, cebollino, perejil, tomates, apio, col roja y blanca, pimientos rojos y acelgas rojas son parte de un diseño en forma de cuadros con plantas medicinales utilizadas en la Edad Media.

Detalles del parque y jardines
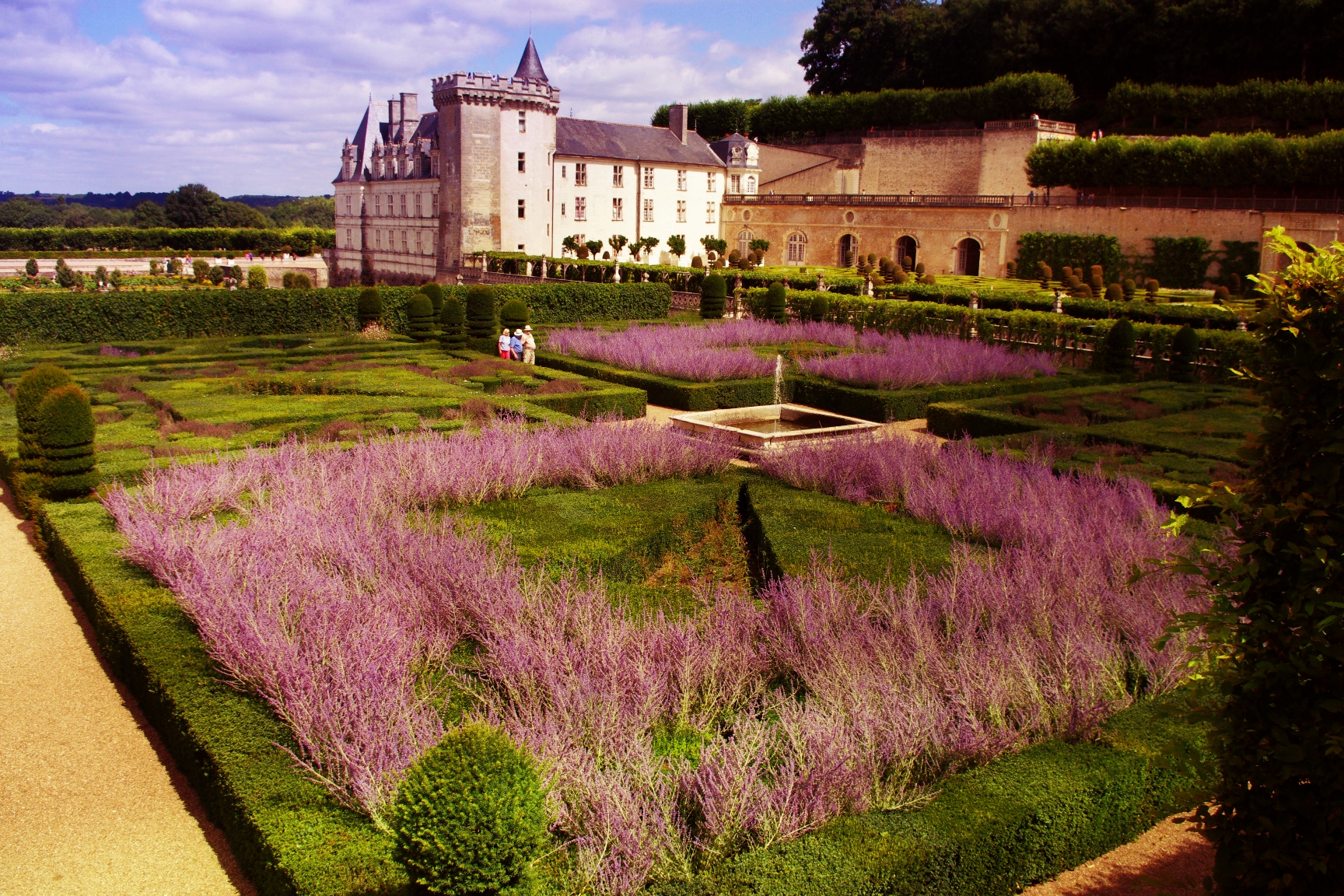
Vista del castillo junto a uno de los jardines de Villandry.
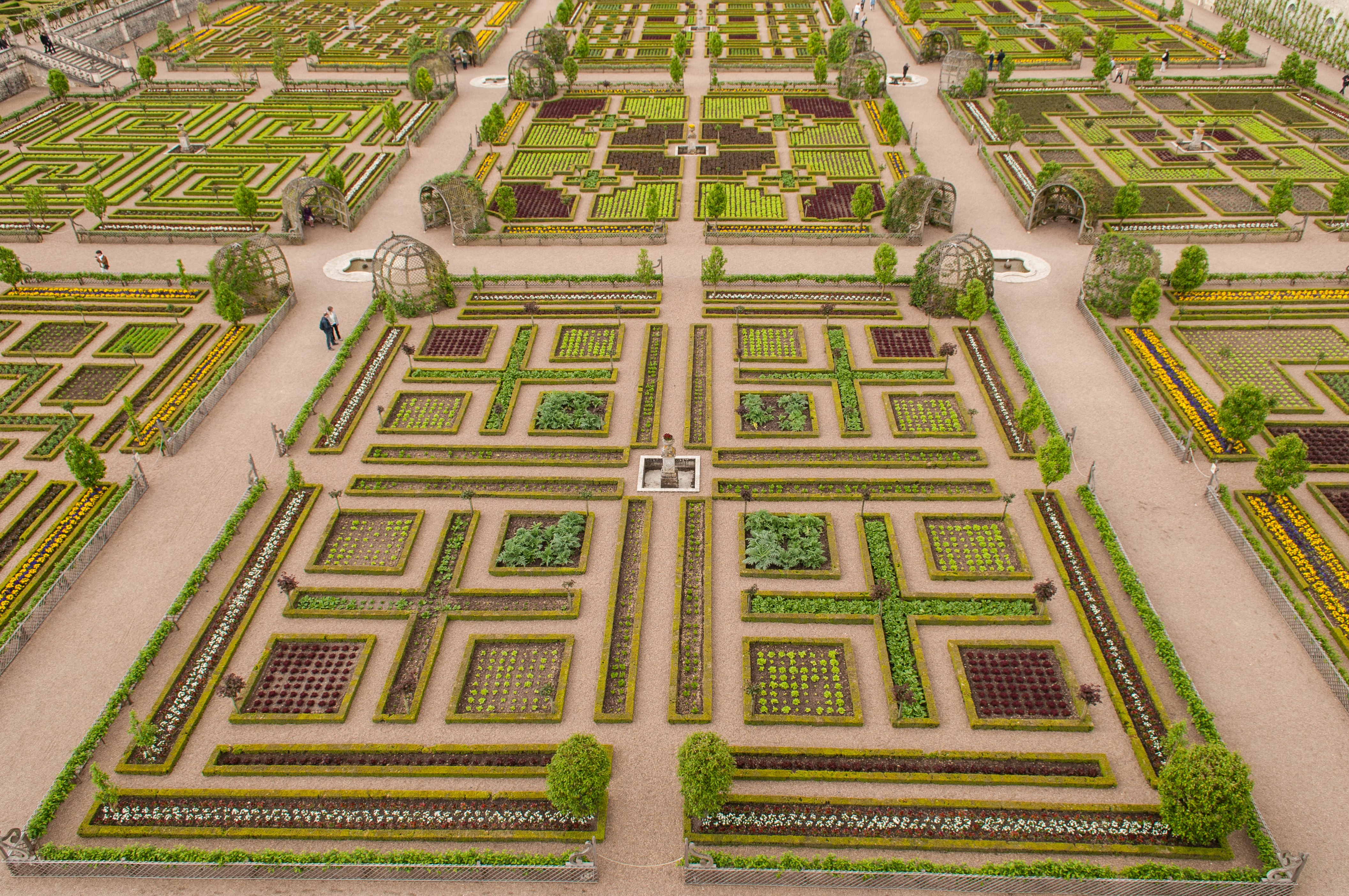
Vista del jardín « à la française » de Villandry.
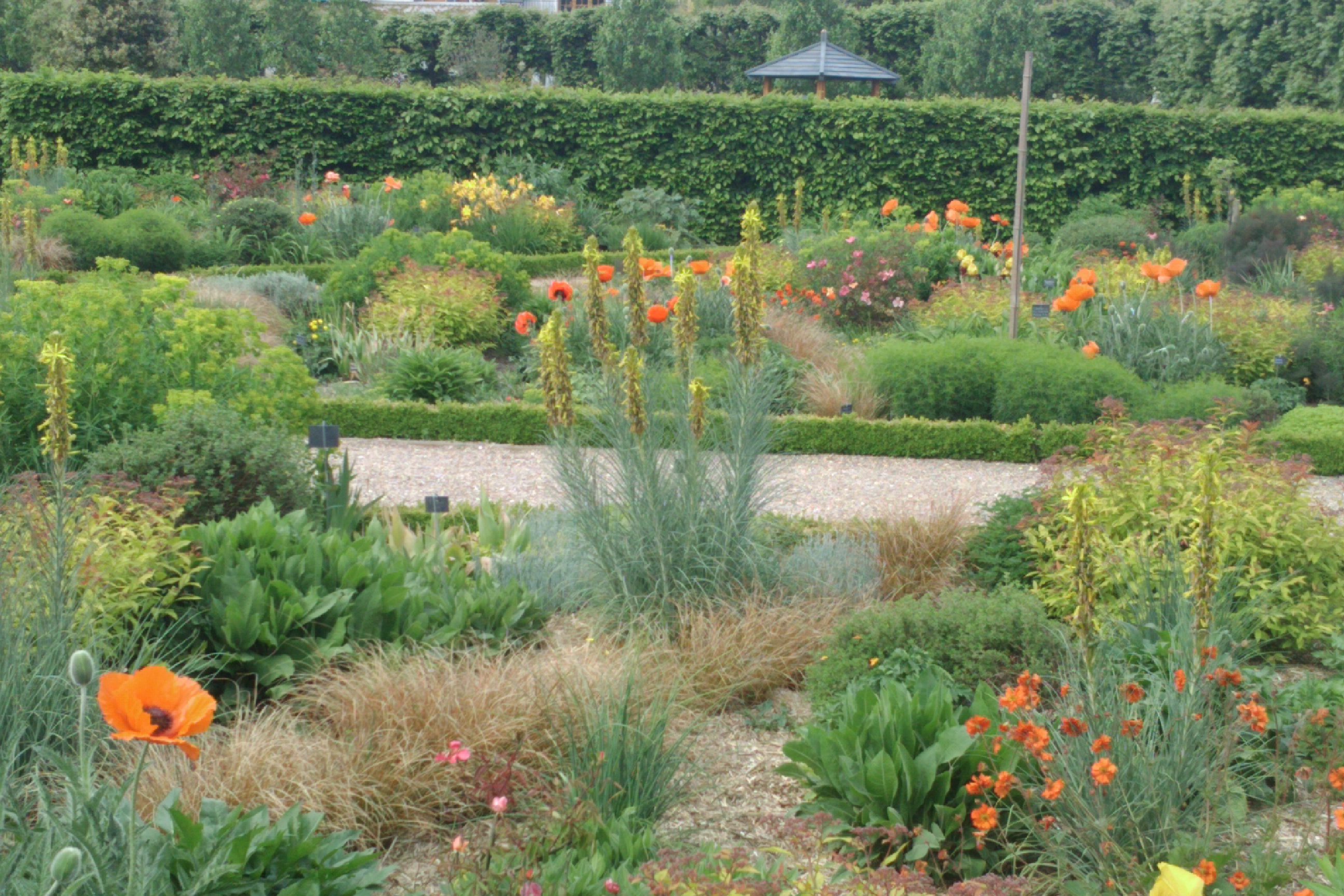
Jardin du soleil - Villandry.
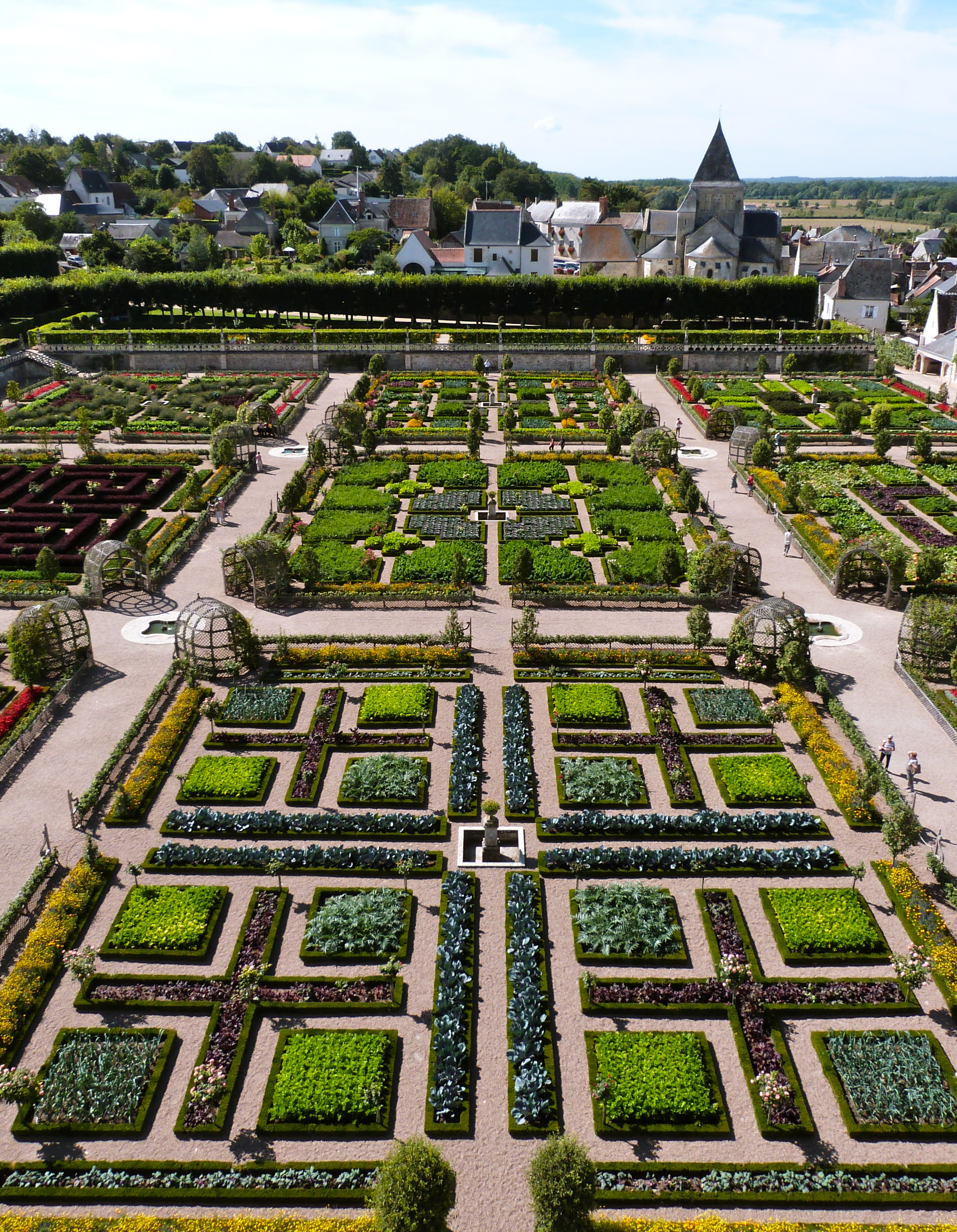
« Potager » (huerto) de Villandry.
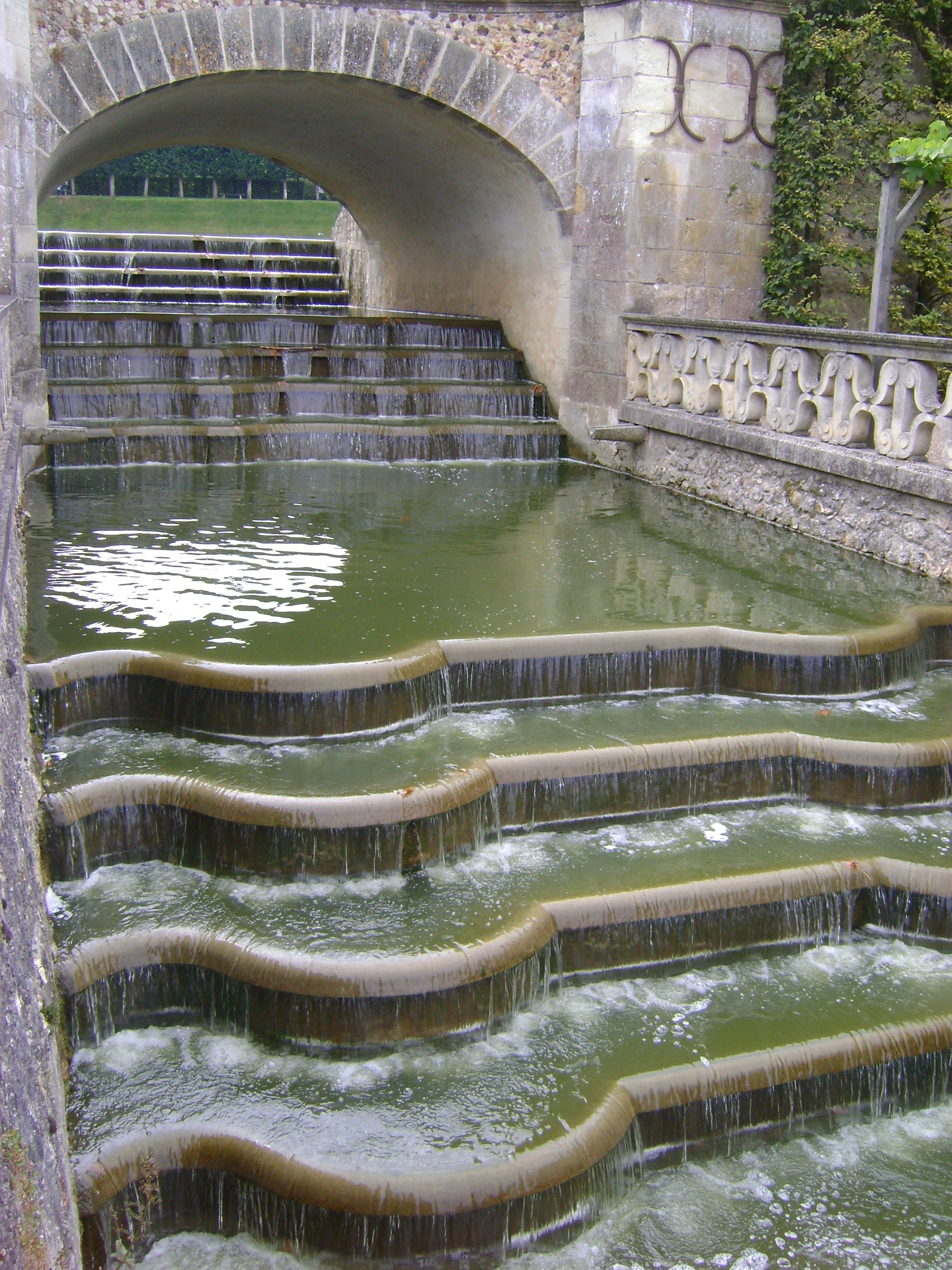
Parte del jardín acuático.
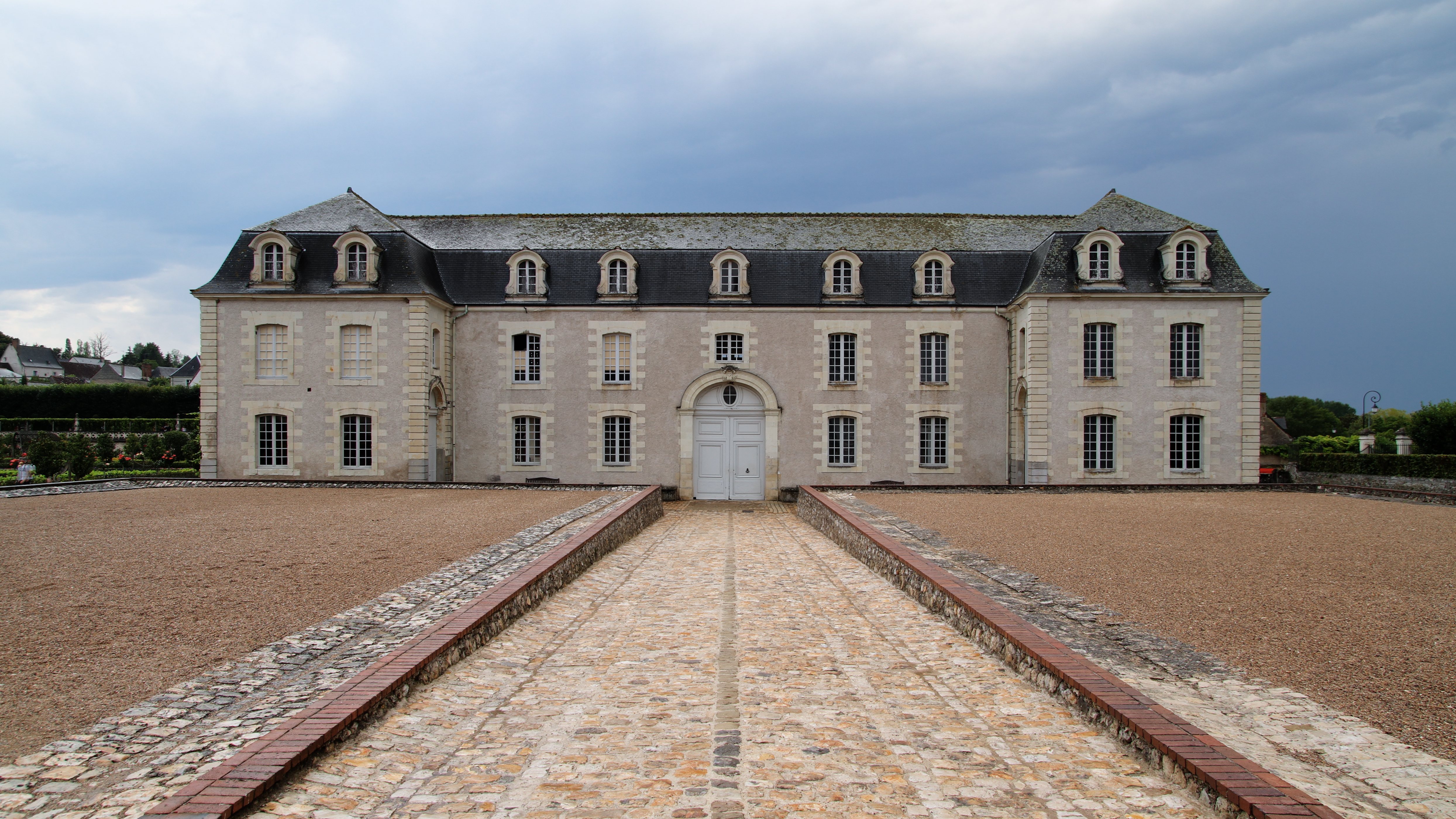
Edificio de la orangerie de Villandry.